# میهران جابوریان
{{Infobox sportsperson
| honorific_prefix =
| name             = میهران جابوریان
| honorific_suffix =
| image            =
| image_size       =
| alt              =
| caption          =
| headercolor      =
| textcolor        =

| native_name      =
| native_name_lang =
| birth_name       =
| full_name        =
| nickname         =
| nationality      = ارمنستان
| national_team    =
| citizenship      =
| birth_date       = ۱۶ نوامبر ۱۹۸۴ ‏(۴۰ سال)
| birth_place      = ایروان، جمهوری شوروی سوسیالیستی ارمنستان
| death_date       =
| death_place      =
| resting_place    =
| resting_place_coordinates =
| monuments        =
| hometown         =
| education        =
| alma_mater       =
| occupation       =
| years_active     =
| employer         =
| agent            =
| height           = ۱٫۶۰ متر (۵ فوت ۳ اینچ)
| weight           = ۶۰ کیلوگرم (۱۳۰ پوند)
| spouse           =
| life_partner     =
| other_interests  =
| website          = 
| module           =

| country          =  ارمنستان
| sport            = کشتی
| position         =
| disability       =
| disability_class =
| weight_class     =
| weight_class_type =
| rank             =
| event            = کشتی آزاد
| event_type       =
| universityteam   =
| collegeteam      =
| league           =
| league_type      =
| club             = مالاتیا ایروان
| team             =
| turnedpro        =
| turnedpro_type   =
| partner          =
| former_partner   =
| coach            = نرایر سروبیان
| retired          =
| coaching         =
| module2          =

| worlds           =
| regionals        =
| nationals        =
| olympics         =
| paralympics      =
| commonwealth     =
| highestranking   =
| pb               =

| show-medals      =
| medaltemplates   = 
|-
|
| رویداد | اول | دوم | سوم |
| ------ | --- | --- | --- |
| مجموع  | ۰   | ۰   | ۰   |

|-
!  کشتی مردان

|-
! به نمایندگی از   ارمنستان

|-
! 
{{|| ک‌گ}}
| medaltemplates-title =
| module3          =
}}
میهران جابوریان (ارمنی: Միհրան Ջաբուրյան؛ زادهٔ ۱۶ نوامبر ۱۹۸۴ در ایروان) کشتی‌گیر مرد اهل ارمنستان در رشته کشتی آزاد است که در وزن ۵۵ کیلوگرم آزاد مردان در بازی‌های المپیک تابستانی ۲۰۱۲ به رقابت پرداخت و تا مرحله یکچهارم نهایی رسید. وی در مسابقات قهرمانی ارمنستان در سال‌های ۲۰۱۰ و ۲۰۱۱ به مقام اول رسید.